# Sarcofahrtiopsis cuneata
Sarcofahrtiopsis cuneata är en tvåvingeart som först beskrevs av Townsend 1935.  Sarcofahrtiopsis cuneata ingår i släktet Sarcofahrtiopsis och familjen köttflugor. Inga underarter finns listade i Catalogue of Life.